# Зернолуск смугастоволий
Зернолу́ск смугастоволий (Saltator striatipectus) — вид горобцеподібних птахів родини саякових (Thraupidae). Мешкає в Центральній і Південній Америці. Виділяють низку підвидів.

## Опис
Довжина птаха становить 20 см, вага 34-33 г. Виду не притаманний статевий диморфізм. Тім'я і верхня частина тіла сірувато-зелені. Махові пера чорнуваті з широкими оливково-зеленими краями. Обличчя бурувато-сіре, над очима білі "брови", навколо очей білі кільця. Горло і груди білуваті, груди поцятковані темними смужками. Живіт білувато-охристий, на боках нечіткі темні смуги, нижні покривні пера хвоста охристо-жовті. Очі карі, дзьоб великий, чорнуватий, лапи чорні. У молодих птахів спина світліша, менш сіра. 

## Підвиди
Виділяють десять підвидів:
- S. s. furax Bangs & Penard, TE, 1919 — від південно-західної Коста-Рики до західної Панами;
- S. s. isthmicus Sclater, PL, 1861 — Панама (за винятком західної Чирикі і Дар'єна));
- S. s. scotinus Wetmore, 1957 — острови Коїба і Коїбіта (на захід від Панами);
- S. s. melicus Wetmore, 1952 — острів Табога[en] (Панамська затока);
- S. s. speratus Bangs & Penard, TE, 1919 — Перлові острови[en] (Панамська затока);
- S. s. striatipectus Lafresnaye, 1847 — східна Панама (Дар'єн), західна Колумбія і північний Еквадор;
- S. s. perstriatus Parkes, 1959 — північно-східна Колумбія, північна Венесуела і острів Тринідад;
- S. s. flavidicollis Sclater, PL, 1860 — захід Еквадору і північний захід Перу (П'юра);
- S. s. immaculatus Berlepsch & Stolzmann, 1892 — західне узбережжя Перу (від Ламбаєке до Іки);
- S. s. peruvianus Cory, 1916 — південний схід Еквадору і північний схід Перу.

## Поширення і екологія
Смугастоволі зернолуски мешкають в Коста-Риці, Панамі, Колумбії, Венесуелі, Еквадорі, Перу та на Тринідаді і Тобаго. Вони живуть в сухих чагарникових заростях, на узліссях тропічних лісів, в рідколіссях і садах. Зустрічаються на висоті до 2700 м над рівнем моря, переважно на висоті до 1600 м над рівнем моря. Живляться плодами, насінням, квітками і комахами.